# Коринокарпус
Коринокарпус (лат. Corynocarpus) — род деревянистых растений монотипного семейства Коринокарповые (Corynocarpaceae) порядка Тыквоцветные (Cucurbitales).

## Распространение
Ареал: Новая Гвинея, Соломоновы острова, Вануату, Новая Каледония, восток Австралии и Новая Зеландия, включая остров Рауль и архипелаг Чатем.

## Ботаническое описание
Вечнозелёные деревья. Листья очередные, более или менее скученные к концам побегов, простые, цельнокрайные, блестящие; прилистники внутричерешковые, опадающие.
Соцветия — конечные или реже пазушные, зонтиковидные тирсы. Цветки пятичленные. Чашелистики неравные, мясистые, лепестковидные. Плод — костянка. Семена крайне ядовитые.

## Виды
По информации базы данных The Plant List (на июль 2016), род включает 5 видов:
- Corynocarpus cribbianus (F.M.Bailey) L.S.Sm.
- Corynocarpus dissimilis Hemsl.
- Corynocarpus laevigatus J.R.Forst. & G.Forst.
- Corynocarpus rupestris Guymer
- Corynocarpus similis Hemsl.